# Rhagio sikisimanus
Rhagio sikisimanus är en tvåvingeart som beskrevs av Akira Nagatomi 1972. Rhagio sikisimanus ingår i släktet Rhagio och familjen snäppflugor. Inga underarter finns listade i Catalogue of Life.